# Аккем
Аккем — річка у Росії, права притока Катуні (басейн Обі), тече Республіці Алтай.

## Фізіографія
Аккем бере початок з Аккемського льодовика на північному схилі Катунського хребта на висоті 2260 м над рівнем моря, за 8 км на північ від гори Бєлуха (4506 м) — найвищої точки Сибіру. Від витоку тече у північному напрямку серед гігантських валунів; приблизно за 2 км від витоку виходить на рівний гальковий майданчик, де розливається кількома рукавами. Майданчик оточують вали морен, перед якими у багатоводні роки утворюється Верхнє Аккемське озеро; ще у 1930-х роках воно існувало постійно, але с тих пір річка розмила морену, і озеро виникає лише за високої води. Нижче озера в Аккем справа впадає річка Караоюк. Перетнувши ділянку зарослих морен, Аккем потрапляє до розширення долини, в якому на висоті 2057 м утворюється постійне Аккемське озеро площею 0,5  км²; перед впадінням в озеро річка знову розгалужується на рукави. Безпосередньо перед озером з Аккемом зливається його ліва притока Акоюк.

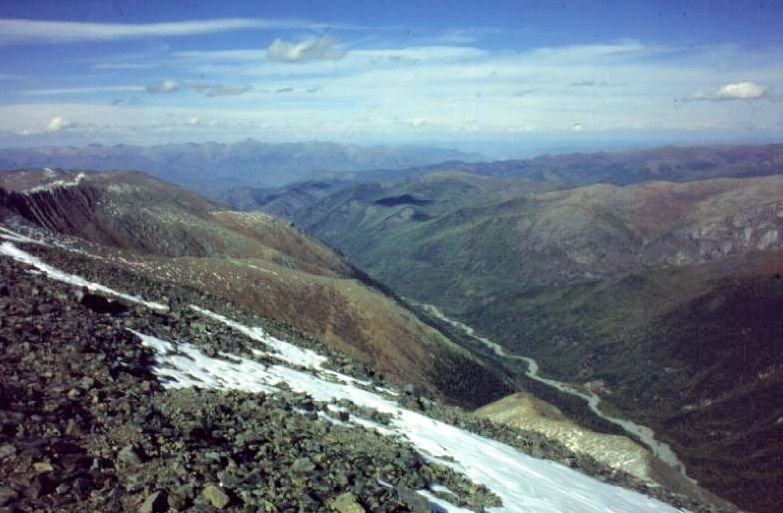
Вид на долину Аккема з західного підйому на перевал Каратюрек на вододілі Аккема і Кучерли.

З озера, яке звужується на північному краї, річка витікає широким перекатом і далі тече у широкій зарослій лісом долині. За 1 км від озера в річку впадає права притока Ярлу, через 10 км, також справа  — Текелю. Від злиття з Текелю долина Аккема звужується , її схили стають стрімкішими, і річка надовго поринає у вузьку скелясту ущелину, яка тягнеться до злиття з правою притокою Арасканом. Після Араскана долина знову трохи розширюється, на ній з’являються невисокі тераси. В цьому місці Аккем, який досі тік майже точно на північ, приймає північно-західний напрямок, який незадовго до злиття з правою притокою Ороктоєм змінюється на північно-східний. 
Аккем зливається з Катунню на висоті 812 м над рівнем моря за 15 км на схід від селища Кучерла. У гирлі має 15 м завширшки і глибину до 1,5 м, швидкість плину 2 м/с.
Річка має гірський характер на всьому протязі. В Аккем впадає багато гірських струмків і малих річок, в основному з правого боку: Караоюк, Ярлу, Текелю, Араскан, Ороктой; Текелю — найдовша з приток Аккема. Вододільне пасмо, яке відділяє Аккем від сусідньої річки Кучерли, підступає безпосередньо до його лівого берега, тому ліві притоки Аккема нечисленні і незначні; найбільша з них — Акоюк — впадає в Аккем у верхів’ях.

## Гідрологія
Довжина річки 36 км, площа басейну 455 км². Середньорічний стік, виміряний за 30 км від гирла біля виходу з Аккемьского озера 1952–1994 роках, становить 2,1 м³/с. Багаторічний мінімум стоку спостерігається у лютому і березні (0,02 м³/с); слід зауважити, що взимку річка регулярно перемерзає до дна, і стік по ній повністю припиняється. Багаторічний максимум спостерігається у липні (9,51 м³/с). За період спостережень абсолютний максимум місячного стоку (15,80 м³/с) спостерігався у липні 1969 року.
Живлення переважно льодовикове і снігове.
Характерною особливістю Аккема є молочно-білий відтінок води, який їй надає завись надзвичайно дрібних частинок гірських пород, що утворюються в горах під дією льодовиків і виносяться до річок талою водою. Подібне явище має назву «льодовикове (або глетчерне) молоко».

## Інфраструктура
Річка та її басейн лежить повністю у межах Усть-Коксинського району Республіки Алтай. Постійних поселень на річці немає. На березі Аккемського озера існує метеостанція і вертолітний майданчик.
Долина Аккема — основний маршрут підходу альпіністів на шляху до гори Бєлуха, які, як правило, влаштовують базовий табір на березі Аккемського озера.
В низов’ях на річці існує міст. Вище гирла Араскана на річці є декілька місць, де її можна перетнути вбрід.